# Phébade d'Agen
Phébade d'Agen (en latin : Phœbadius) qui deviendra saint Phébade est le troisième ou quatrième évêque d'Agen au IVe siècle.
Confesseur, c'est le premier évêque indiscuté d'Agen. Il est un des plus anciens auteurs chrétiens de Gaule et il écrivit plusieurs ouvrages contre les hérésies, dont un sur la pureté de la foi et l'unité de l'Église, le De Fide. Ami de saint Hilaire de Poitiers avec qui il combattit l'arianisme, et très lié à saint Ambroise de Milan, il est cité par saint Jérôme dans son livre Des Hommes illustres. Il était contemporain de saint Martin de Tours.
Pendant l'exil d'Hilaire de Poitiers (356-360), il était à la tête des évêques de Gaule qui ont combattu l'arianisme et le pouvoir politique romain. Ces religieux ont contribué à donner le visage qu'a aujourd'hui la religion catholique. Il est fêté le 26 avril. 

## Son rôle historique dans l'Église catholique
De 360 à 385, les évêques d'Occident provoqués par l'avancée de l'arianisme, eurent à réfléchir sur ce qu'ils pouvaient dire de Dieu. Saint Phébade se situe dans ce créneau historique et fut l'un des principaux acteurs de cette réflexion. 
En 359 il part en Italie avec saint Servais de Tongres pour assister au concile de Rimini. Il avait été délégué par les autres évêques de Gaule pour les y représenter. On allait en effet s'y prononcer contre l'Arianisme. Il était en cela la personne la mieux placée étant donné ses connaissances sur le sujet, attestées par l'étude approfondie qu'il avait publiée probablement en 357. Il s'agit de Contra Arianos, un petit traité où il réfute point par point l'hérésie arienne. Il nous a été conservé par un manuscrit unique du IXe siècle qui se trouve aujourd'hui à la bibliothèque de l'Université de Leyde. La dernière traduction en français est celle du chanoine Durengues. 
Or ce concile était un piège tendu par l'empereur Constance II à tous les défenseurs du Credo de Nicée rédigé en 325. Il se trouva à ce concile plus de 400 évêques dont à peu près 80 étaient Ariens. L'empereur qui n'avait pu faire condamner ses opposants par le pape Libère qui, comme l'évêque (patriarche) d'Alexandrie saint Athanase, restait attaché au Credo de Nicée, comptait sur ses représentants Ursace et Valens de Mursa (en) pour faire triompher l'hérésie. Mais Phébade d'Agen expert en la matière déclara au nom des défenseurs de la foi qu'ils n'approuveraient jamais Arius. Il arriva alors une chose étonnante : le concile condamna Arius et excommunia les délégués de l'empereur qui n'approuvaient pas cette sanction. Irrité par ces événements, Constance II ordonna alors qu'on ne laisse sortir de Rimini aucun évêque avant qu'il eût signé l'approbation de l'hérésie, les quinze derniers résistants devant être exilés. Mais grâce à Phébade il n'y eut jamais ces quinze derniers car tous tinrent bon à l'exception de quelques ariens résolus. Après quatre mois au cours desquels les mauvais traitements ne leur furent point épargnés, Constance II leur soumit un nouveau texte dans lequel une phrase piège était glissée et à laquelle ils ne prirent pas garde. Croyant en la loyauté de l'empereur, ils signèrent et furent reconduits chacun dans son évêché. 
Ce sont plusieurs mois après que fut diffusée en Gaule la formule modifiée par Constance II où trois mots avaient été ajoutés et qui la rendait hérétique. Phébade réagit prestement et malgré l'incommodité des communications, il entra aussitôt en rapport avec les évêques voisins : Delphin de Bordeaux et Hilaire de Poitiers. Il les fit venir à Agen. Là, publiquement, en présence d'une foule considérable, il tomba à genoux et implora le pardon de Dieu pour avoir par son manque d'intuition été la cause de ce scandale. Il rétracta son approbation à tout doctrine allant contre le Credo de Nicée qui dit que le fils est consubstantiel au Père donc Dieu. 
Tout le reste de sa vie fut une réparation de cette imprévoyance. Il assista au concile de Paris en 361, présida celui de Valence en 374 et celui de Saragosse en 380. Il veilla toujours à ce que l'hérésie ne s'y infiltra pas. Il mérita ainsi cet éloge de saint Antoine ...les heureux fruits que l'Église a retirés de votre sainte amitié. Il vivait encore en 392, nous dit saint Jérôme, Phœbadius uiuit usque hodie decrepita senectute.

## Sa profession de foi
Voici sa profession de foi :
« Il faut s'attacher, comme nous l'avons dit, à la règle de foi que le Fils est dans le Père, que le Père est dans le Fils : qui reconnaissant une seule substance en deux personnes, donne la notion exacte de l'économie du mystère dans la divinité... Donc le Père est Dieu et le fils est Dieu parce qu'en Dieu le Père il y a Dieu le fils.
Pour ne scandaliser personne, j'ajoute que l'Esprit procède de Dieu, d'autant que Dieu qui a une seconde personne, en a une troisième dans le Saint-Esprit… Aussi l'Esprit est autre que le Fils de même que le Fils est autre que le Père. Ainsi il y a une troisième personne dans l'Esprit comme il y une seconde dans le Fils ; tout cela ne forme qu'un Dieu : les trois ne font qu'un.
Voilà ce que nous croyons, voilà ce que nous tenons, parce que nous l'avons appris des prophètes. Voilà ce que les Évangiles nous ont enseigné, voilà ce que les Apôtres nous ont transmis, voilà ce que les martyrs ont confessé dans leurs tourments ; voilà la foi qui est gravée dans les cœurs, et si un ange, descendu des cieux, nous annonce le contraire, nous lui dirons : anathème ».

## Ses reliques

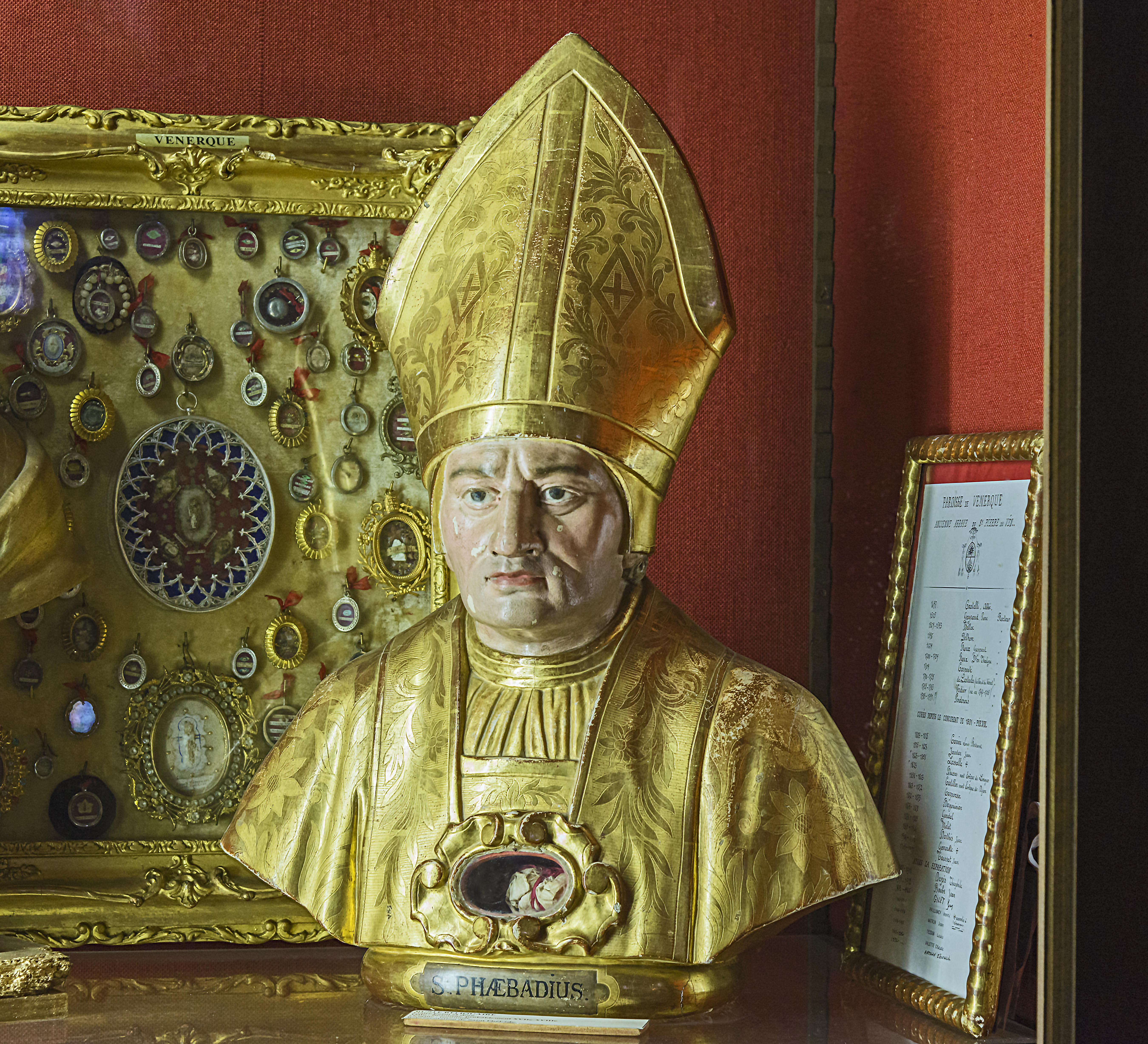
Une partie des reliques de saint Phébade dans l'église Saint-Pierre-et-Saint-Phébade de Venerque.

Il meurt en 400 et ses reliques sont conservées à Agen avant d'être volées, son tombeau étant ouvert par les protestants. Elles se retrouvèrent à Venerque dans la Haute-Garonne après avoir été gardées à Périgueux où leur présence est attestée en 1112 et où elles restèrent plusieurs années. Elles seraient arrivées à Venerque en 1562 lorsqu'Agen tomba entre les mains des Huguenots en pleine guerres de Religion pour les mettre à l'abri en lieu sûr. Théodore de Bèze les y voit sous bonne garde le 25 avril 1562. Venerque offrait à ce titre bien des atouts : outre le fait qu'il n'y avait aucun conflit religieux, c'était une ville fortifiée et fidèle à la religion catholique. 
La majeure partie de ses reliques sont toujours conservées dans l'église Saint-Pierre-et-Saint-Phébade de Venerque. Elles sont dans le même reliquaire que celui qui contient les restes de sainte Alberte. Cependant il y en aurait un peu partout en Aquitaine. On sait en particulier qu'une partie de ces reliques furent rendues à Agen en 1653. C'est notamment à Agen que se trouve la tête du saint.

## Églises dédiées et confréries

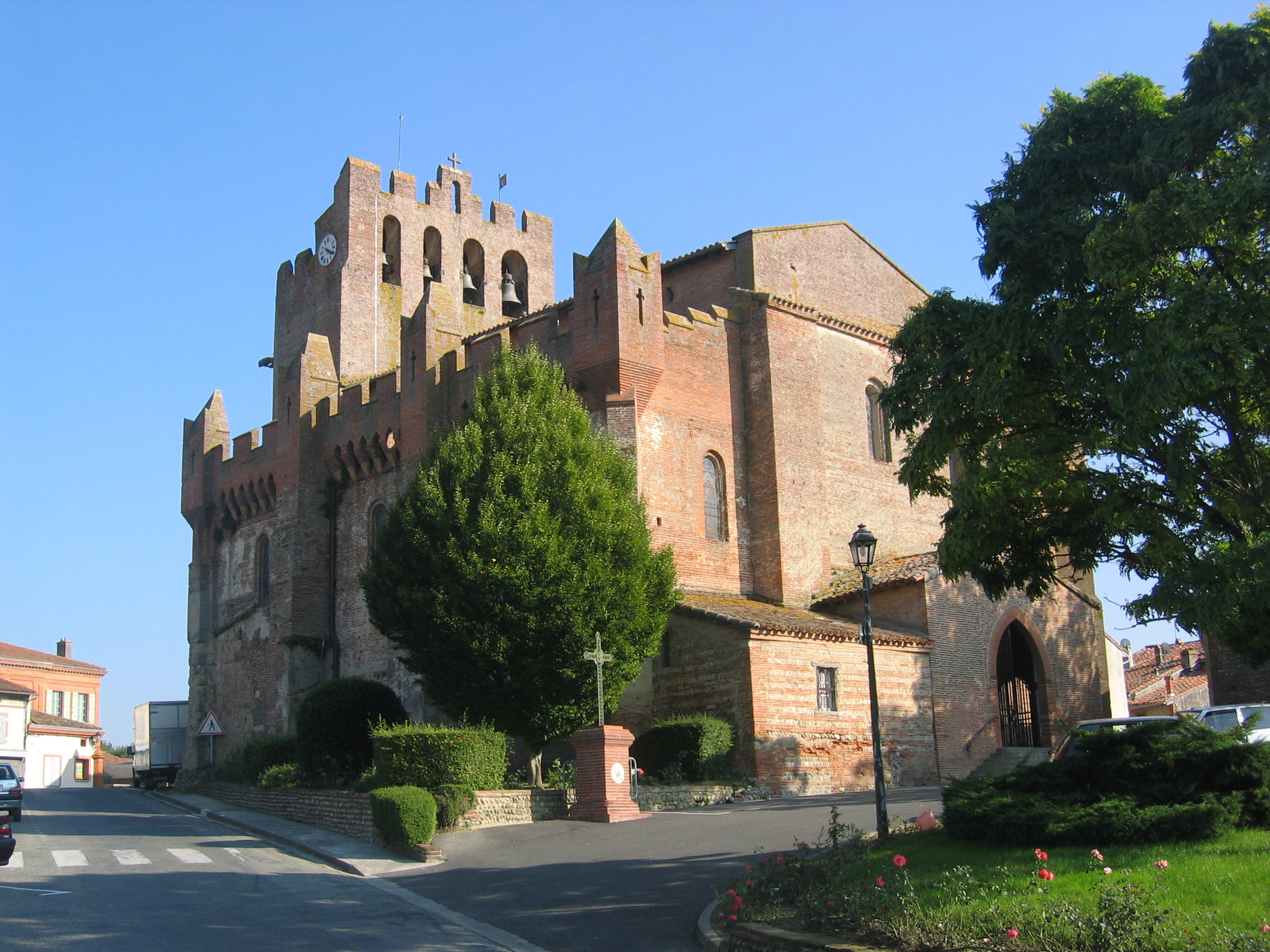
L'église Saint-Pierre-et-Saint-Phébade de Venerque qui contient l'essentiel des reliques de St Phébade.

Seules deux églises sont dédiées à saint Phébade. Comme on peut s'y attendre l'une se trouve à Agen. Il s'agit d'une chapelle récente.
La seconde est l'église Saint-Pierre-et-Saint-Phébade de Venerque. Cependant, cette église était initialement dédiée au seul saint Pierre et ce n'est que très récemment qu'il y fut associé saint Phébade.
Une confrérie Saint-Phébade est attestée à Venerque en 1497, les statuts ayant été rédigés par l'abbé Castelli. Elle organisait notamment une procession des reliques tous les 25 avril. Elles étaient toujours escortées par des hommes en armes, de peur qu'on ne les dérobe pour les ramener à Agen. Dès 1730, il était d'usage d'utiliser les sommes levées lors des processions pour alimenter un fonds pour des déshérités. Cette tradition instaurée par l'abbé de Lasteules restera en vigueur jusqu'en 1880.

## Publication
Il compose vers la fin 357 son livre Contra arianos. L'Histoire littéraire de la France lui consacre un chapitre.